# Silver Trail
Silver Trail est une route du Yukon au Canada qui relie les communautés de Mayo, Elsa et Keno City à Stewart Crossing, précisément à la jonction de la Klondike Highway, là où elle traverse la rivière Stewart. Nommée en 1978 en Yukon Highway 11, cette route construite en 1950-1951 portait alors le nom de Yukon Highway 2. L'appellation Silver Trail est donnée à la route au milieu des années 1980 en référence aux mines d'argent locales.
En cul-de-sac, la route est asphaltée de la Klondike Highway jusqu'à l'aéroport de Mayo sur une distance de 51 kilomètres et est en gravier de Mayo à Elsa et Keno City.

## Villes et lieux desservis
- Mayo
- Elsa
- Keno City
- Rivière Stewart